# Michael Peña
Michael Peña (Chicago, 13 januari 1976) is een Amerikaanse film- en televisieacteur. Hij is bekend van zijn rollen in de films Crash, World Trade Center, Shooter, Tower Heist, End of Watch en CHiPs.

## Biografie

### Persoonlijk leven
Michael Peña werd in Chicago geboren als de zoon van Nicolasa en Eleuterio Peña. Zijn moeder was een maatschappelijk werkster en zijn vader was een arbeider in een knopenfabriek. In hun geboorteland Mexico waren ze landbouwers.
Peña, een aanhanger van de Scientologykerk, ging naar de Hubbard High School in Chicago en trouwde later met Brie Shaffer. In 2008 kregen ze een zoon genaamd Roman. 

### Carrière
De acteercarrière van Peña ging midden jaren 90 van start. Hij had in die periode voornamelijk kleine rollen in tal van film- en tv-producties. Zo had hij bijrollen in de series The Sentinel, 7th Heaven en Felicity. In 2000 had hij ook een bescheiden rol in de remake Gone in 60 Seconds. 
In de daaropvolgende jaren was hij aan het werk te zien in televisieseries als ER, NYPD Blue, CSI: Crime Scene Investigation en The Shield. Voor het grote publiek brak hij in 2005 volledig door. Peña, die in 2004 al een kleine rol vertolkte in het Oscarwinnende Million Dollar Baby van regisseur Clint Eastwood, speelde in 2005 een van de hoofdpersonages in Crash. De film sleepte drie Academy Awards in de wacht.
Een jaar later ging World Trade Center van Oliver Stone in première. In die film kropen Peña en Nicolas Cage in de huid van twee politiemannen die bedolven worden onder het puin van de twee WTC-torens in New York. In 2007 vertolkte Peña aan de zijde van Mark Wahlberg een FBI-agent in de actiefilm Shooter en had hij een kleine rol in het politiek drama Lions for Lambs.
Na een terugkerende rol in de komische HBO-reeks Eastbound & Down kreeg Peña weer belangwekkende filmrollen. In 2010 was hij te zien in de actiefilm Battle: Los Angeles, een jaar later had hij een bijrol als veroordeelde moordenaar in de thriller The Lincoln Lawyer. Datzelfde jaar was hij ook aan het werk te zien in de komedies 30 Minutes or Less en Tower Heist. In 2012 werkte Peña voor het eerst samen met regisseur David Ayer. In diens thriller End of Watch speelden Peña en Jake Gyllenhaal twee ambitieuze agenten van de LAPD. De film leverde Penã onder meer een nominatie voor een MTV Movie Award op. In het daaropvolgende jaar was hij als agent te zien in de actievolle misdaadfilm Gangster Squad.

## Filmografie
| Jaar | Titel                                         | Rol                             | Opmerking     |
| ---- | --------------------------------------------- | ------------------------------- | ------------- |
| 1994 | Running Free                                  | Bunk                            |               |
| 1996 | My Fellow Americans                           | Ernesto                         |               |
| 1997 | Star Maps                                     | Star Map Boy                    |               |
| 1998 | Boogie Boy                                    | Drugsdealer                     |               |
| 1998 | La Cucaracha                                  | Verzorger                       |               |
| 1999 | Bellyfruit                                    | Oscar                           |               |
| 1999 | Paradise Cove                                 | Dan Running Horse               |               |
| 2000 | Gone in 60 Seconds                            | Ignacio                         |               |
| 2001 | Semper Fi                                     | Douglas Cepeda                  | Televisiefilm |
| 2001 | Buffalo Soldiers                              | Garcia                          |               |
| 2003 | The United States of Leland                   | Guillermo                       |               |
| 2003 | Love Object                                   | Ramirez                         |               |
| 2004 | The Calcium Kid                               | Jose Mendez                     |               |
| 2004 | Million Dollar Baby                           | Omar                            |               |
| 2005 | Crash                                         | Daniel                          |               |
| 2005 | Untitled David Diamond/David Weissman Project | Scott                           | Televisiefilm |
| 2005 | Little Athens                                 | Carlos                          |               |
| 2005 | Sueño                                         | Jimmy                           |               |
| 2006 | Walkout                                       | Sal Castro                      | Televisiefilm |
| 2006 | Fifty Pills                                   | Eduardo                         |               |
| 2006 | Babel                                         | John                            |               |
| 2006 | World Trade Center                            | Will Jimeno                     |               |
| 2007 | Shooter                                       | Nick Memphis                    |               |
| 2007 | Lions for Lambs                               | Ernest                          |               |
| 2008 | The Lucky Ones                                | T.K. Poole                      |               |
| 2009 | Observe and Report                            | Dennis                          |               |
| 2009 | My Son, My Son, What Have Ye Done?            | Detective Vargas                |               |
| 2010 | Everything Must Go                            | Frank Garcia                    |               |
| 2011 | The Good Doctor                               | Jimmy                           |               |
| 2011 | Battle: Los Angeles                           | Joe Rincon                      |               |
| 2011 | The Lincoln Lawyer                            | Jesus Martinez                  |               |
| 2011 | 30 Minutes or Less                            | Chango                          |               |
| 2011 | Tower Heist                                   | Enrique Dev'reaux               |               |
| 2012 | End of Watch                                  | Officer Zavala                  |               |
| 2013 | Gangster Squad                                | Navidad Ramirez                 |               |
| 2013 | Turbo                                         | Tito                            |               |
| 2013 | American Hustle                               | Paco Hernandez / Sheik Abdullah |               |
| 2014 | Cesar Chavez                                  | César Chávez                    |               |
| 2014 | Frontera                                      | Miguel                          |               |
| 2014 | Fury                                          | Trini 'Gordo' Garcia            |               |
| 2015 | Ant-Man                                       | Luis                            |               |
| 2015 | The Vatican Tapes                             | Father Lozano                   |               |
| 2015 | Vacation                                      | New Mexico Cop                  |               |
| 2015 | The Martian                                   | Rick Martinez                   |               |
| 2015 | Hell and Back                                 | Abigor the Demon                | stem          |
| 2016 | War on Everyone                               | Bob Bolaño                      |               |
| 2016 | Collateral Beauty                             | Simon Scott                     |               |
| 2017 | CHiPs                                         | Ponch                           |               |
| 2017 | The Lego Ninjago Movie                        | Kai                             | stem          |
| 2017 | My Little Pony: The Movie                     | Grubber                         | stem          |
| 2018 | 12 Strong                                     | Sam Diller                      |               |
| 2018 | A Wrinkle in Time                             | Red                             |               |
| 2018 | The Mule                                      | Treviño                         |               |
| 2018 | Ant-Man and the Wasp                          | Luis                            |               |
| 2018 | Extinction                                    | Peter                           |               |
| 2022 | Moonfall                                      | Tom Lopez                       |               |
| 2023 | A million miles away                          | José Hernandez                  |               |
| 2025 | A Working Man                                 | Joe Garcia                      |               |

- Bibsys: 7059035
- Biblioteca Nacional de España: XX4804801
- Bibliothèque nationale de France: cb155407474 (data)
- Catàleg d'autoritats de noms i títols de Catalunya: 981058508531506706
- Gemeinsame Normdatei: 1018797688
- International Standard Name Identifier: 0000 0001 2278 8810
- Library of Congress Control Number: n2006079554
- Nationale Bibliotheek van Tsjechië: xx0202160
- Nationale Bibliotheek van Israël: 987007447261705171
- Nationale Bibliotheek van Polen: a0000002273062
- Système universitaire de documentation: 143799614
- Virtual International Authority File: 42153415
- WorldCat: E39PBJvcXJjGktqVg69GmGkkXd